# Eurycea sosorum
Eurycea sosorum är en groddjursart som beskrevs av Chippindale, Price och Hillis 1993. Eurycea sosorum ingår i släktet Eurycea och familjen lunglösa salamandrar. IUCN kategoriserar arten globalt som sårbar. Inga underarter finns listade i Catalogue of Life.